# Plantago peloritana
Plantago peloritana är en grobladsväxtart som beskrevs av Michele Lojacono-Pojero. Plantago peloritana ingår i släktet kämpar, och familjen grobladsväxter. Inga underarter finns listade i Catalogue of Life.